# Brevet d'aptitude aux fonctions d'animateur en accueils collectifs de mineurs
Pour les articles homonymes, voir Brevet (homonymie) et Bafa.
 (mai 2020).
Si vous disposez d'ouvrages ou d'articles de référence ou si vous connaissez des sites web de qualité traitant du thème abordé ici, merci de compléter l'article en donnant les références utiles à sa vérifiabilité et en les liant à la section « Notes et références ».
Le brevet d’aptitude aux fonctions d’animateur, abrégé BAFA, est un diplôme français non professionnel accessible dès 16 ans (depuis le 1er juillet 2022) qui prépare à l'exercice des fonctions d'animation en accueil collectif de mineurs (notamment accueil de loisirs, accueil périscolaire et séjour de vacances...).
La formation est dispensée par des organismes de formation habilités par l’État et se déroule en trois étapes alternant théorie et pratique, conformément à la réglementation. Elle est payante mais il est possible de bénéficier d'une aide financière (DRJSCS, CAF, MSA, région, mission locale…).
Le prix pour obtenir le BAFA se situe généralement entre 650 et 1300 euros. Ce prix inclut la formation théorique, la formation pratique, et les dépenses annexes.
Pour l'exercice des fonctions d'animation en accueil collectifs de mineurs (ACM), la réglementation impose des quotas d'encadrement incitant fortement à recruter des personnes titulaires ou en cours de formation BAFA. Ainsi, ce brevet est particulièrement recherché par les organisateurs d'ACM.

## Historique
En 1937, une expérience pédagogique est menée par Gisèle de Failly, visant la création du premier « Centre d’entraînement pour la formation du personnel des colonies de vacances et des Maisons de campagne des écoliers ». Ce centre répond à un besoin de former des cadres de l'animation, avec une participation importante des Éclaireurs et Éclaireuses de France dans sa réalisation),. De cette première initiative naissent les Centres d'entraînement aux méthodes d'éducation active (CEMEA).
En 1943, pour favoriser l'entraide entre les familles, le mouvement Familles rurales voit le jour. L'année suivante, en 1944, des hommes et des femmes préoccupés par l'émancipation sociale des enfants et des adolescents se rassemblent, donnant naissance aux Francas.
En 1946, le diplôme de « Moniteur et de directeur de colonie de vacances » est créé. La même année, la Confédération nationale des foyers ruraux (CNFR) et diverses associations de développement et d'animation en milieu rural sont également fondées.
En 1950, la fédération Léo-Lagrange crée des clubs de loisirs associatifs et met en place la formation des animateurs intervenant dans ces clubs. 
En 1972, la formation BAFA est instaurée et subit plusieurs réformes par la suite. En 1973, le diplôme est renommé BAFA (Brevet d'aptitude aux fonctions d'animateur).
En 1979, un regroupement de fédérations et d'associations, animé par la volonté de redonner du sens aux fonctions d’animateur et de directeur d’accueils de mineurs, se forme.

## Cadre réglementaire
Pour suivre la formation, l'âge requis, fixé à l'origine à 17 ans, a été abaissé à 16 ans en 2022.
Il ne peut pas s'écouler plus de dix-huit mois entre la fin de la session de formation générale et le début du stage pratique, sous peine de perdre le bénéfice de la validation de ladite session. De plus, la durée totale de la formation ne peut excéder trente mois sous peine de perdre le bénéfice des éléments déjà acquis. Le directeur départemental de la jeunesse, des sports et de la vie associative peut accorder une dérogation de douze mois maximum sur demande motivée du candidat.
Un candidat commençant sa formation avec un organisme peut la poursuivre avec un autre organisme agréé.

## Objectifs de la formation
Dans son ensemble, comprenant les 3 étapes de formation, le BAFA a pour objectif de former les personnes à l'exercice des fonctions d'animation et de les accompagner vers le développement de certaines aptitudes jugées nécessaires dans l'exercice de ces fonctions.

### Fonctions d'animation
- assurer la sécurité physique, morale et affective des mineurs et en particulier les sensibiliser, dans le cadre de la mise en œuvre d’un projet pédagogique, aux risques liés, selon les circonstances aux conduites addictives ou aux comportements, notamment ceux liés à la sexualité ;

- participer à l’accueil, à la communication et au développement des relations entre les différents acteurs ;

- participer, au sein d’une équipe, à la mise en œuvre d’un projet pédagogique en cohérence avec le projet éducatif dans le respect du cadre réglementaire des accueils collectifs de mineurs ;

- encadrer et animer la vie quotidienne et les activités ;

- accompagner les mineurs dans la réalisation de leurs projets.

### Aptitudes
La formation au BAFA a également pour objectif d'accompagner les personnes vers le développement d'aptitudes leur permettant :
- de transmettre et de faire partager les valeurs de la République, notamment la laïcité ;

- de situer leur engagement dans le contexte social, culturel et éducatif ;

- de construire une relation de qualité avec les membres de l’équipe pédagogique et les mineurs, qu’elle soit individuelle ou collective, et de veiller notamment à prévenir toute forme de discrimination ;

- d’apporter, le cas échéant, une réponse adaptée aux situations auxquelles les mineurs sont confrontés.

## Déroulement de la formation
La formation BAFA se déroule en quatre étapes obligatoires :
- Étape 1 : le stage de formation générale permettant d'acquérir les éléments fondamentaux pour assurer les fonctions d'animation (8 jours).
- Étape 2 : le stage pratique permettant la mise en œuvre et l'expérimentation (14 jours minimum).
- Étape 3 : le stage d'approfondissement (6 jours) ou de qualification (8 jours) permettant d'approfondir, de compléter et d'analyser les acquis de formation en se concentrant sur un sujet de réflexion précis qui est défini dans les différents thèmes proposés pour cette partie.
- Etape 4: passage en jury (seulement votre dossier)

### Session de formation générale
C'est un stage théorique d'une durée de 8 jours, il peut avoir lieu en internat, en demi-pension ou en externat.
Les participants doivent être âgés de 16 ans minimum au premier jour du stage et avoir effectué une inscription auprès de la direction départementale de la jeunesse et des sports de leur département.
À l'issue de la session de formation générale, le directeur du stage émet une appréciation sur les acquis du stagiaire puis le directeur départemental de la jeunesse et des sports du département de résidence du candidat valide son stage au vu de cette appréciation ou lui demande d'en effectuer un nouveau.
La validation de la session de formation générale confère au candidat le statut d'animateur stagiaire et lui permet alors d'effectuer son stage pratique.

### Stage pratique
D'une durée d'au moins 14 jours (ou 28 demi-journées) avec un maximum de deux séjours différents, que l'organisateur soit le même ou non. Il s'agit d'être animateur stagiaire. Ce stage est évalué par le directeur du séjour et peut se dérouler dans un séjour de vacances ou un accueil de loisirs ou un accueil de scoutisme. Il doit avoir lieu au plus tard 18 mois après le début de la session de formation générale. Un stage pratique BAFA ne peut se dérouler que dans un accueil de loisirs, un accueil de jeunes, un séjour de vacances ou un accueil de scoutisme déclaré.
À l'issue du stage pratique, le directeur de l'accueil formule une appréciation motivée sur les aptitudes de l'animateur stagiaire à assurer ses fonctions puis le directeur départemental de la jeunesse et des sports du département de résidence du candidat valide son stage au vu de cette appréciation. En cas d'appréciation défavorable, il/elle peut soumettre la validation à la délibération du jury BAFA.

### Session d’approfondissement ou de qualification
D'une durée de 6 jours au moins (8 pour les qualifications).
Une session d'approfondissement est généralement consacrée à l'approfondissement d'une thématique (activité, public, milieu d'intervention…) et à l'analyse du stage pratique 
Une session de qualification permet en plus de valider des compétences particulières. L'obtention de la qualification offre au titulaire du BAFA des prérogatives propres lors de l'encadrement des activités concernées.
Il est possible de se voir valider sa session de formation BAFA sans toutefois obtenir la qualification et sans bénéficier dans ce cas des prérogatives prévues. Actuellement[Quand ?], il existe quatre qualifications :
- Canoë-kayak ;
- Voile ;
- Activités de loisirs motocycliste ;
- Surveillance des baignades.

À l'issue de la session d'approfondissement ou de qualification, le directeur du stage émet une appréciation sur les acquis du/de la stagiaire puis le directeur départemental de la jeunesse et des sports du département de résidence du candidat valide son stage au vu de cette appréciation ou lui demande d'en effectuer un nouveau.
Une fois cette 3e étape de la formation BAFA effectuée, le candidat peut soumettre son dossier électronique auprès du jury BAFA de son département de résidence.

## Jury BAFA
En fin de formation, le jury du département de résidence du candidat, délibère. Ce jury est désigné par le directeur régional de la jeunesse des sports et de la vie associative. Au vu de la proposition du jury, le directeur départemental de la jeunesse, des sports et de la vie associative peut déclarer le candidat reçu, ajourné ou refusé.
Chaque direction départementale de la jeunesse et des sports (DDJS) organise un ou plusieurs jury BAFA chaque année.
Ce jury statue sur la délivrance du BAFA aux candidats résidant dans le département au vu de leur dossier de formation constitué de leurs attestations de stages (qui comportent les appréciations des directeurs des sessions théoriques et du/des stages pratiques).
Le jury BAFA est composé de :
- quatre agents de la direction départementale de la jeunesse et des sports parmi lesquels le directeur régional choisit le président ;
- trois représentants d'organismes de formation habilités à former des personnels d'encadrement d'accueil collectif de mineurs :
- trois représentants d'organisateurs d'accueil collectif de mineurs ;
- un représentant des organismes de prestations familiales du département.

Ces membres sont nommés pour trois ans par le directeur régional de la jeunesse et des sports dont dépend le département. La voix du président du jury est prépondérante.
Le jury peut :
- délivrer le BAFA au/à la candidat(e) ;
- ajourner le/la candidat(e) qui dispose alors de 12 mois pour effectuer de nouveau le(s) stage(s) non validé(s) par le jury ;
- refuser le/la candidat(e) qui perd alors le bénéfice de l'ensemble de sa formation.

## Inscription
Pour s'inscrire sur une session de la formation BAFA, il faut tout d'abord s'inscrire auprès de la direction départementale de son lieu de résidence sur le site jeunes.gouv.fr/bafa-bafd afin de récupérer un numéro de dossier auprès de Jeunesse et Sport.
À la suite de l'obtention du numéro de dossier, il suffit de s'inscrire auprès d'un organisme agréé à dispenser la formation sur son site Internet ou en direct.

## Organismes de formation
Les sessions de formation générales et d'approfondissement sont dispensées par des organismes disposant d'un agrément du ministère chargé de la Jeunesse. Cet agrément peut être régional ou national.
Afin de choisir correctement un organisme qui permet de se former au BAFA, il est important de consulter les projets éducatifs de ces derniers. Ces projets explicitent les opinions pédagogiques et les engagements éducatifs des différents mouvements. Parmi ces mouvements, on trouve :
- la Fédération sportive et culturelle de France ;

- l'AFOCAL ;

- les CEMÉA ;

- la confédération nationale des foyers ruraux ;

- les CPCV https://www.cpcvidf.fr/;
- Le CFAG (Centre de Formation d'Animateurs et de Gestionnaires)

- les familles rurales ;

- la fédération Léo-Lagrange ;

- la FOEVEN ;

- les Francas ;

- l'Institut de formation, d'animation et de conseil (IFAC) ;

- l'ODEL ;

- la ligue de l'enseignement ;

- le Réseau Môm'artre ;

- le MRJC ;

- les mouvements du Scoutisme français ;

- le service technique aux activités de jeunesse (STAJ) ;
- la Fédération du scoutisme français ;
- l'Union des Fédérations des Pionniers de France

- l'UCPA ;

- l'UFCV ;

- le Toulouse Université Club Vacances ou d'autres organismes nationaux et régionaux, comme l'UDOVEP en Bourgogne du Sud.
- VALT 33

## Coût et aides financières
Pour que chacun puisse avoir accès à cette formation, certains organismes proposent une aide financière. Parmi eux, la Caisse nationale d'allocations familiales (CNAF) reverse 200€ à toute personne pouvant justifier la participation aux trois sessions de la formation BAFA ; le conseil régional (en fonction de la région habitée), les conseils départementaux ainsi que les caisses d'allocations familiales départementales peuvent aussi apporter un coup de pouce.
De plus, en fonction de la situation de chacun, Pôle emploi, la Mutualité sociale agricole (MSA), le comité d'entreprise auxquels la personne ou ses parents appartiennent, peuvent aussi contribuer au financement de cette formation.
Enfin, il est souvent nécessaire de prévoir d'avancer la première partie du BAFA puis, le stage pratique pouvant être rémunéré, il peut lui aussi faire office d'un financement à part entière pour, d'une part, rembourser l'avance faite pour la session théorique, et d'autre part, prévoir le paiement de la session d'approfondissement.

## Équivalences à l'étranger
- Le brevet d'animateur de centres de vacances (BACV) en Belgique
- La Jugendleitercard en Allemagne
- Le diplôme d’aptitude aux fonctions d’animateur (DAFA) au Québec